# Parafimbrios
Parafimbrios is een geslacht van slangen uit de familie knobbelslangachtigen (Xenodermidae).

## Naam en indeling
De wetenschappelijke naam van de groep werd voor het eerst voorgesteld door Alexandre Teynié, Patrick David, Anne Lottier, Minh Duc Le, Nicolas Vidal en Nguyen Quang Truong in 2015. Er zijn twee soorten die in 2015 en 2018 zijn beschreven. In veel literatuur komt het geslacht daarom nog niet voor. De geslachtsnaam Parafimbrios betekent vrij vertaald 'lijkend op 'fimbrios' en verwijst naar de gelijkenis met de lipslangen uit het geslacht fimbrios

## Verspreiding en habitat
De slangen komen voor in delen van Azië en leven in de landen Laos, Vietnam, Thailand en China.

## Soorten
Het geslacht omvat de volgende soorten, met de auteur en het verspreidingsgebied.
| Naam                      | Auteur                                           | Verspreidingsgebied            |
| ------------------------- | ------------------------------------------------ | ------------------------------ |
| Parafimbrios lao          | Teynié, David, Lottier, Le, Vidal & Nguyen, 2015 | Laos, Vietnam, Thailand, China |
| Parafimbrios vietnamensis | Ziegler, Ngo, Pham, Nguyen, Le, Nguyen, 2018     | Vietnam                        |